# 富士郡
富士郡（日语：／ Fuji gun */?）為靜岡縣的一郡。已於2010年3月23日因無管轄町村而廢除。
廢除時有以下1町：
- 芝川町